# Biebertal
Ne doit pas être confondu avec Bibertal.
Biebertal est une municipalité allemande située dans l'arrondissement de Giessen et dans le land de la Hesse.

## Personnalités liées à la ville
- Uwe Schäfer (1963-), pilote automobile né à Rodheim-Bieber.